# Kim Rhodes
Kimberly "Kim" Rhodes (Portland, 7 juni 1969) is een Amerikaans actrice die vooral bekend is van haar rollen als "Cindy Harrison" in As the World Turns en als "Carey Martin" in The Suite Life of Zack and Cody

## Televisierollen
- As the World Turns — Cindy Harrison (2000-01).
- Another World — Cynthia "Cindy" Brooke Harrison (1996-99).
- The Lot (1999) — Rachel Lipton.
- The Suite Life of Zack and Cody (2005 - 2008) — Carey Martin.
- Supernatural (2010-2020) — Jody Mills.

### Gastrollen
- Martial Law (1999) — Roxanne Cole.
- Star Trek: Voyager (2000) — Lyndsay Ballard.
- Stark Raving Mad (2000) — Brooke.
- One World (2000) — Diane.
- Titus (2001) — Tiffany.
- The Invisible Man (2001) — Eleanor Stark.
- Becker (2002) — Julie.
- Touched By An Angel (2002) — Liz.
- Boomtown (2002) — Julia Sloan.
- Without a Trace (2002) — Polly.
- CSI: Crime Scene Investigation (2004) — Lydia Lopez.
- The Suite Life on Deck (2008, 2009, 2010, 2011) - Carey Martin.

## Filmografie
- In Pursuit (2001) — Ann Sutton.
- Christmas with the Kranks (2004) — Kantoorbediende

## Videogame
- Pit-Fighter (1990) — Heavy Metal (gedigitaliseerd)